# INEOS Solvents
Die INEOS Solvents ist ein Tochterunternehmen des weltweit tätigen Chemiekonzerns INEOS und führender Hersteller von sauerstoffhaltigen Lösungsmitteln und Feinchemikalien in Europa.

## Geschichte
Die INEOS Solvents entstand im Jahre 2014 als Tochterunternehmen der Muttergesellschaft INEOS, nachdem dieser die beiden Produktionsstandorte Herne und Moers von Sasol Solvents Germany GmbH, eine Tochtergesellschaft der Sasol AG, erworben hatte. Im Zuge dieser Investition erweiterte der Chemiekonzern INEOS seinen Geschäftsbereich auch auf die Produktion von Lösungsmitteln in Europa, für dessen geschäftliche Tätigkeit die INEOS Solvents geschaffen wurde. Obwohl die Produktionstechnologien im Wesentlichen übernommen wurden, folgten nach der Übernahme zahlreiche Verbesserungen und Optimierungen der bestehenden Produktion.
Heute betreibt die INEOS Solvents vier Produktionsstandorte, drei davon in Deutschland und einen in Schottland im Vereinigten Königreich und zählt damit zu den führenden Produzenten sauerstoffhaltiger Lösungsmittel in Europa.

## INEOS Solvents in Deutschland

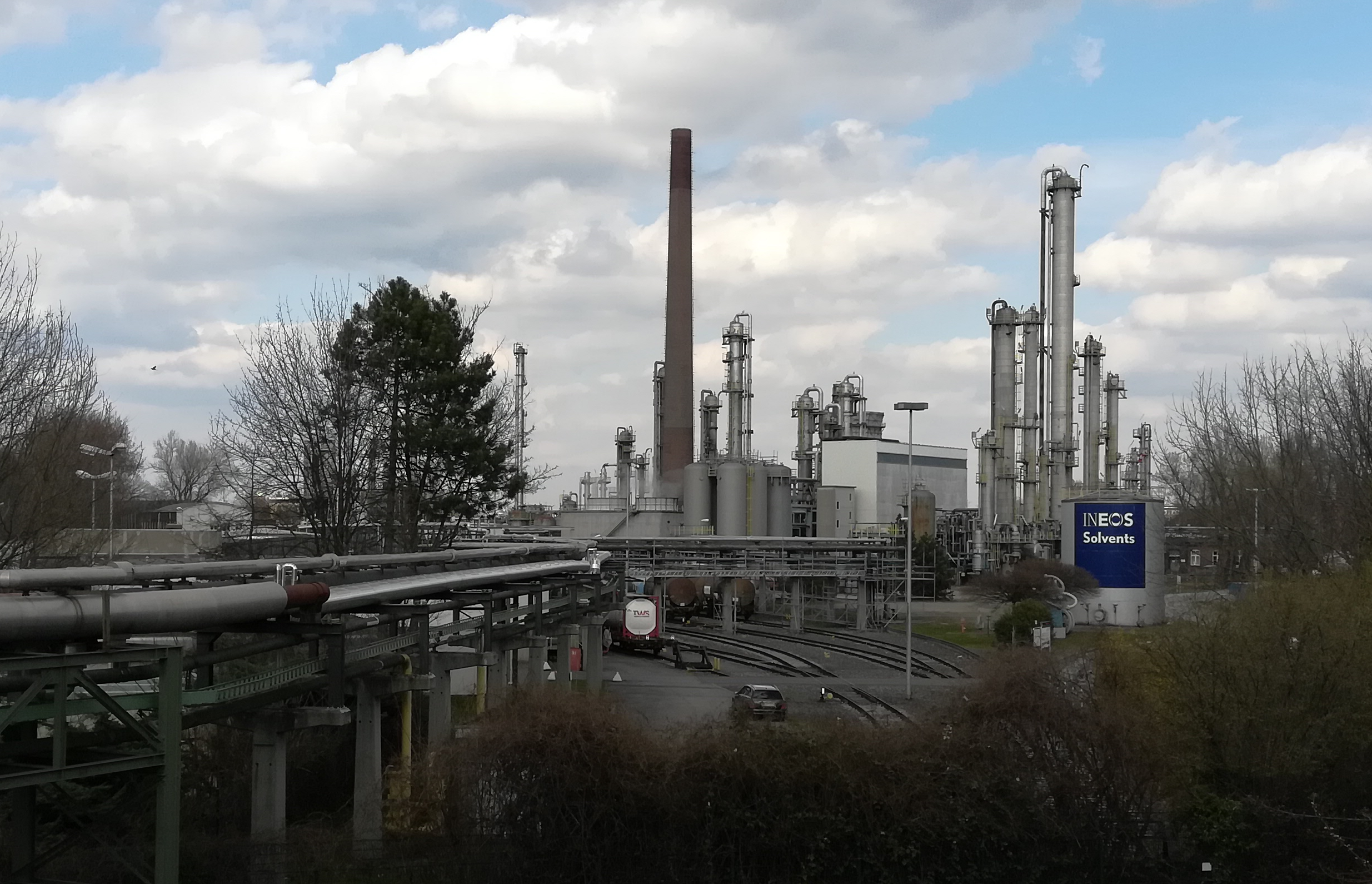
Das Werk Herne von Süden aus gesehen im März 2021

Die INEOS Solvents Germany GmbH unterhält die Produktionsstandorte Herne und Moers. Der letztere ist zugleich auch der Sitz der Gesellschaft und der größte Produktionsstandort der INEOS Solvents in Deutschland.
Weiterhin betreibt die INEOS Solvents Produktionsbetriebe im Chemiepark Marl, welches als INEOS Solvents Marl GmbH fungiert.

### INEOS Solvents Germany GmbH – Werk Herne
Das Werk Herne befindet sich in Herne-Mitte direkt an der A43 (Anschlussstelle Herne-Eickel) gelegen. Die Geschichte des Standorts reicht bis ins Jahr 1855 zurück. In diesem Jahr wurde die Zeche Shamrock mit drei Schächten eröffnet und war bis 1967 in Betrieb. Im Jahre 1980 übernahm die Hüls AG (Chemische Werke Hüls AG) den Standort. 1998 ging diese dann in die OXENO Olefinchemie GmbH und im gleichen Jahr in die Deutsche Erdoel AG (DEA) über. Im Jahre 2006 übernahm die Sasol Solvents Germany GmbH, eine Tochtergesellschaft des südafrikanischen Chemieunternehmens Sasol, den Standort und betrieb diesen bis zum Verkauf an den Chemiekonzern INEOS im Jahr 2014.
Auf dem 16 Hektar großen Werksgelände arbeiten etwa 135 Mitarbeiterinnen und Mitarbeiter und stellen jährlich circa 230.000 Tonnen an chemischen Erzeugnissen her. Neben einer 85.000 Tonnen Isopropanol-Anlage betreibt INEOS Solvents hier Produktionsbetriebe zur Herstellung von synthetischem Ethanol, Diethylether sowie Peroxiden.

### INEOS Solvents Germany GmbH – Werk Moers
Der größte Standort der INEOS Solvents Germany befindet sich in Moers westlich von Duisburg. Dort gründete die Haniel-Gruppe im Jahre 1936 das Treibstoffwerk Rheinpreußen zur Produktion synthetischer Kraftstoffe und anderer carbochemischer Erzeugnisse. Nach dem Zweiten Weltkrieg wurde das Werk weitgehend demontiert und die Produktion auf petrochemische Erzeugnisse umgestellt. Ab 1951 firmierte das wieder prosperierende Chemiewerk als Tochtergesellschaft der neu gegründeten Rheinpreußen AG für Bergbau und Chemie unter der Bezeichnung Chemische Werke Rheinpreußen, Moers.
1959 ging das Werk in die Deutsche Erdöl AG (DEA) über und trug fortan den Namen Chemische Werke Niederrhein AG, Moers. In dieser Zeit wurden mehrere Anlagen zur Herstellung verschiedener Lösemittel und Feinchemikalien errichtet. Die Deutsche Texaco AG übernahm 1970 die DEA und wurde 1989 wiederum von der RWE DEA AG (später Condea Chemie GmbH) übernommen. Im Jahr 2001 übernahm der südafrikanische Chemiekonzern Sasol den Standort. Diese baute die Anlagen weiter aus und verbesserte Produktions- und Energietechnologien. Im Joint-Venture mit der Huntsman Corporation wurde 2010 die Maleinsäureanhydrid-Anlage erweitert. 2014 verkaufte Sasol den Standort Moers an den Chemiekonzern INEOS.
Das Werk in Moers besitzt eine Gesamtfläche von 38 Hektar. Rund 345 Mitarbeiterinnen und Mitarbeiter stellen jährlich 340.000 Tonnen an synthetischen Lösungsmitteln und Feinchemikalien her. Die wichtigsten Produkte sind Isopropanol, Diisopropylether, sec-Butanol, Methylethylketon, Methylisopropylketon sowie diverse Alkoholate.

### INEOS Solvents Marl GmbH – Chemiepark Marl
Ein weiterer Produktionsbetrieb von INEOS Solvents befindet sich im nördlichen Chemiepark Marl auf der anderen Seite des Wesel-Datteln-Kanals. Der Chemiekonzern INEOS übernahm im September 2019 die entsprechenden Geschäftsfelder von Ashland Inc. und betreibt seitdem zwei große Produktionsstraßen für die Zwischenprodukte Formaldehyd, Tetrahydrofuran, 1,4-Butandiol, 2-Butin-1,4-diol und 2-Buten-1,4-diol.

## INEOS Solvents im Vereinigten Königreich
Ein weiterer Produktionsstandort befindet sich in Grangemouth in der Grafschaft Stirlingshire in Schottland. Die dort agierende INEOS Solvents Grangemouth ist in dem zweitgrößten Standort der INEOS-Gruppe eingegliedert.